# Cadillac F1
Cadillac Formula 1 Team är ett framtida brittisktbaserat amerikanskt formel 1-stall som kommer att tävla i Formel 1 från och med 2026. Stallet kommer att ägas av biltillverkaren General Motors (GM) och investmentbolaget TWG Global. Stallnamnet som kommer användas är taget från bilmärket Cadillac. Cadillac F1 kommer ha sin primära bas i Silverstone i England men kommer att ha även närvaro i Charlotte, North Carolina; Fishers, Indiana samt Warren, Michigan i USA. Det är planerat att F1-stallet kommer bli klassificerat som ett fabriksstall när egna F1-motorer kommer tillverkas från tidigast 2028.

## Historik
Den 25 november 2024 meddelade Formel 1 att de hade kommit överens i princip med GM och TWG om att Cadillac F1 ska bli det elfte stallet i Formel 1 när 2026 års säsong startar. Enligt rapporter kommer det kosta GM och TWG omkring 450 miljoner amerikanska dollar för att få F1-stallet att ansluta sig till Formel 1, en summa som kommer att fördelas mellan de tio redan existerande F1-stallen.

## F1-säsonger
| Säsong | Tävlingsnamn            | Bil | Motor | Däck | Poäng | VM-plac. | Nr. | Förare 1 | Nr. | Förare 2 | Nr. | Förare 3 |
| ------ | ----------------------- | --- | ----- | ---- | ----- | -------- | --- | -------- | --- | -------- | --- | -------- |
| 2026   | Cadillac Formula 1 Team |     |       | P    |       |          |     |          |     |          |     |          |

|  |

|  |

|  |

## Organisation
Ett urval av de ledande positionerna inom stallet.
| Position         |                | Namn           |
| ---------------- | -------------- | -------------- |
| Ordförande & VD  | USA            | Dan Towriss    |
| Ledamot          | USA            | Mario Andretti |
| Rådgivare        | Storbritannien | Pat Symonds    |
| Stallchef        | Storbritannien | Graeme Lowdon  |
| COO              | Storbritannien | Rob White      |
| Teknisk direktör | Storbritannien | Nick Chester   |